# Laxey

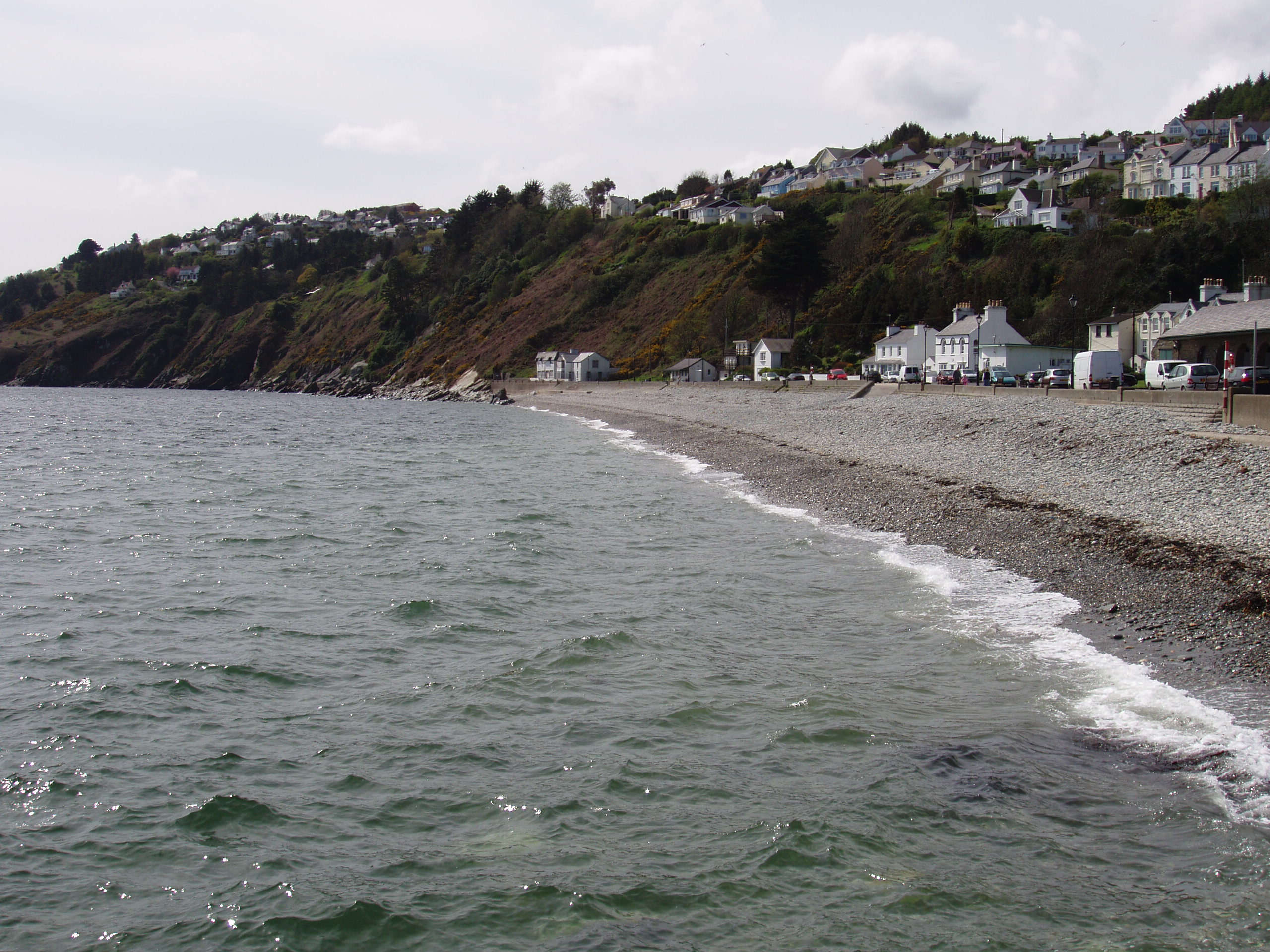
Praia de Laxey, na costa leste da Ilha de Man.

Laxey (Manx: Laksaa) é uma aldeia na costa leste da Ilha de Man no Reino Unido . Seu nome deriva de "Rio de salmão" o nórdico antigo significado Laxa.
A aldeia fica na A2 principal estrada entre Douglas e Ramsey. Laxey Glen (Vale) é um dos Glens Manx nacionais, com Dhoon Glen (Um dos maiores vales do país) sendo localizado perto. O Raad ny Foillan trilha de longa distância costeira, aberto em 1986, corre ao longo da costa através da aldeia.